# レン・カールソン
レン・カールソン（Len Carlson、1937年9月2日 - 2006年1月26日）は、カナダの男性声優。アルバータ州エドモントン出身。

## 人物
声優として1960年代から活躍しており、1970年代から1980年代はクラフトフーヅのTV pitchmanを務めた。
2006年1月下旬に体調を崩し、オンタリオ州の病院に入院。2006年1月26日、心臓発作により死去。
Cyberchase第504話およびアトミック・ベティ第2シーズン最終回のエンドクレジットには「"In Memory of Len Carlson"」と付け加えられた。

## 出演作品

### テレビアニメ
- アトミック・ベティ（ミニマス）
- アルフ・テイルズ（ゴードンの父）
- X-メン（ロバート・ケリー上院議員）
- キャプテンN・ザ・ゲームマスター（ガノン）
- C.O.P.S.（ビッグボス）
- Cyberchase（バズ）
- The Raccoons（バート・ラクーン、ブタ2、他）
- サンリオ・アニメ世界名作劇場（キティのパパ）
- Jayce and the Wheeled Warriors（ハーク）
- George Shrinks
- スパイダーマン（グリーンゴブリン）
- スワンプシンプ（スワンプシンプ）
- ゼルダの伝説（ガノン）
- ダイノソーサーズ （Dinosaucers）（アロ、クワックポット）
- ドンキーコング（クラッシャ）
- ネバーエンディング・ストーリー
- 爆転シュート ベイブレード2002（ギデオン）
- 爆転シュート ベイブレード Gレボリューション（ヒロ）
- Birdz（ピッピ）
- Flying Rhino Junior High（マリガン校長）
- ペコラ（クマダ巡査）
- ポリスアカデミー（サデウス・ハリス）
- メダロット（ヘベレケ博士、サムライ）
- ローリー・ポーリー・オーリー（パピー）
- ロケット・ロビンフッド（ロケット・ロビンフッド）
- ロボコップ（役名表記なし）
- ワイルドキャッツ（役名表記なし）

### ゲーム
- ストリートファイターIII（Q、ヒューゴー）